# استبدال عطري محب للنواة
الاستبدال العطري المحب للنواة (أو الاستبدال العطري النكليوفيلي) هو تفاعل كيميائي في الكيمياء العضوية يصنف ضمن تفاعلات الاستبدال، والتي يحل فيها كاشف محب للنواة (نكليوفيلي) محل مجموعة مغادرة جيدة مثل الهاليد وذلك على الحلقة العطرية.

## آليات التفاعل
لتفاعل الاستبدال العطري المحب للنواة عدة آليات تفاعل ممكنة تصادف في الأنظمة العطرية:
- آلية الإضافة-الحذف SNAr:

- آلية استبدال محب للنواة أحادي الجزيء SN1 المصادفة في أملاح الديازونيوم:

- آلية عبر تشكل البنزاين:

- آلية عبر تشكل الجذور الحرة SRN1
- آلية الإضافة-فتح ثم إغلاق الحلقة ANRORC

تعد آلية الإضافة-الحذف SNAr أكثر هذه الآليات شهرة، حيث يحفز وجود مجموعة مغادرة على حدوث هجوم نكليوفيلي على الحلقة العطرية، ويحدث تفاعل إضافة، ويتشكل معقد سيغما، ثم يليه تفاعل حذف. لا تستطيع هاليدات الأريل القيام بتفاعل استبدال محب للنواة ثنائي الجزيء تقليدي SN2، إذ أن رابطة كربون-هالوجين تكون في مستوي الحلقة؛ كما أن الهجوم من الخلف يكون محجوباً. أما تقاعل استبدال محب للنواة أحادي الجزيء SN1 فهو ممكن، لكنه غير محبذ، إذ يتضمن فقدان المجموعة الغادرة غير المدعوم وتشكل كاتيون الأرايل.
تعد مجموعة النترو أكثر المجموعات شهرة في تنشيط حدوث استبدال عطري محب للنواة، وكذلك مجموعة سيانو والأسيل. يمكن للمجموعة المغادرة أن تكون هالوجين أو كبريتيد (سلفيد)، ويزداد معدل التفاعل مع ازدياد الكهرسلبية؛ أما الكواشف المحبة للنواة (النكليوفيلية) فيمكن أن تكون الأمينات أو الألكوكسيدات.

## اقرأ أيضاً
- استبدال عطري محب للإلكترونات